# Икату

Икату на карте штата.

Икату (порт. Icatu) — муниципалитет в Бразилии, входит в штат Мараньян. Составная часть мезорегиона Север штата Мараньян. Входит в экономико-статистический микрорегион Розариу. Население составляет 25 145 человек на 2010 год. Занимает площадь 1448,778 км². Плотность населения — 17,36 чел./км².
Праздник города — 26 октября.

## Демография
Согласно сведениям, собранным в ходе переписи 2010 г. Национальным институтом географии и статистики (IBGE), население муниципалитета составляет:
| Полное население                               | Полное население                               | Полное население                               | Полное население                               | 25 145 |
| ---------------------------------------------- | ---------------------------------------------- | ---------------------------------------------- | ---------------------------------------------- | ------ |
| в том числе:                                   | Городское население                            | 7816                                           | Процент городского населения, %                | 31,08  |
|                                                | Сельское население                             | 17 329                                         | Процент сельского населения, %                 | 68,92  |
|                                                | Мужское население                              | 13 092                                         | Процент мужского населения, %                  | 52,07  |
|                                                | Женское население                              | 12 053                                         | Процент женского населения, %                  | 47,93  |
| Плотность населения, чел/км²                   | Плотность населения, чел/км²                   | Плотность населения, чел/км²                   | Плотность населения, чел/км²                   | 17,36  |
| Население муниципалитета в % к населению штата | Население муниципалитета в % к населению штата | Население муниципалитета в % к населению штата | Население муниципалитета в % к населению штата | 0,38   |

По данным оценки 2016 года, население муниципалитета составляет 26 452 жителя.

## История
Город основан 10 апреля 1924 года.

## Статистика
- Валовой внутренний продукт на 2003 год составляет 18 436 329,00 реалов (данные: Бразильский институт географии и статистики).
- Валовой внутренний продукт на душу населения на 2003 год составляет 845,20 реалов (данные: Бразильский институт географии и статистики).
- Индекс развития человеческого потенциала на 2000 год составляет 0,572 (данные: Программа развития ООН).